# کاخ نورمن‌ها
کاخ نورمن‌ها یا کاخ سلطنتی پالرمو کاخی در پالرمو، ایتالیا است. این کاخ مقر پادشاهان سیسیل خاندان هووتویل بود و پس از آن به عنوان مقر اصلی قدرت برای فرمانروایان پسین سیسیل خدمت می‌کرد. از سال ۱۹۴۶ این محل مقر مجمع منطقه‌ای سیسیل بوده‌است. این ساختمان کهن‌ترین اقامتگاه سلطنتی در اروپا است و اقامتگاه خصوصی حاکمان پادشاهی سیسیل و مقر امپراتوری فردریش دوم و کنراد چهارم بود.

## تاریخ

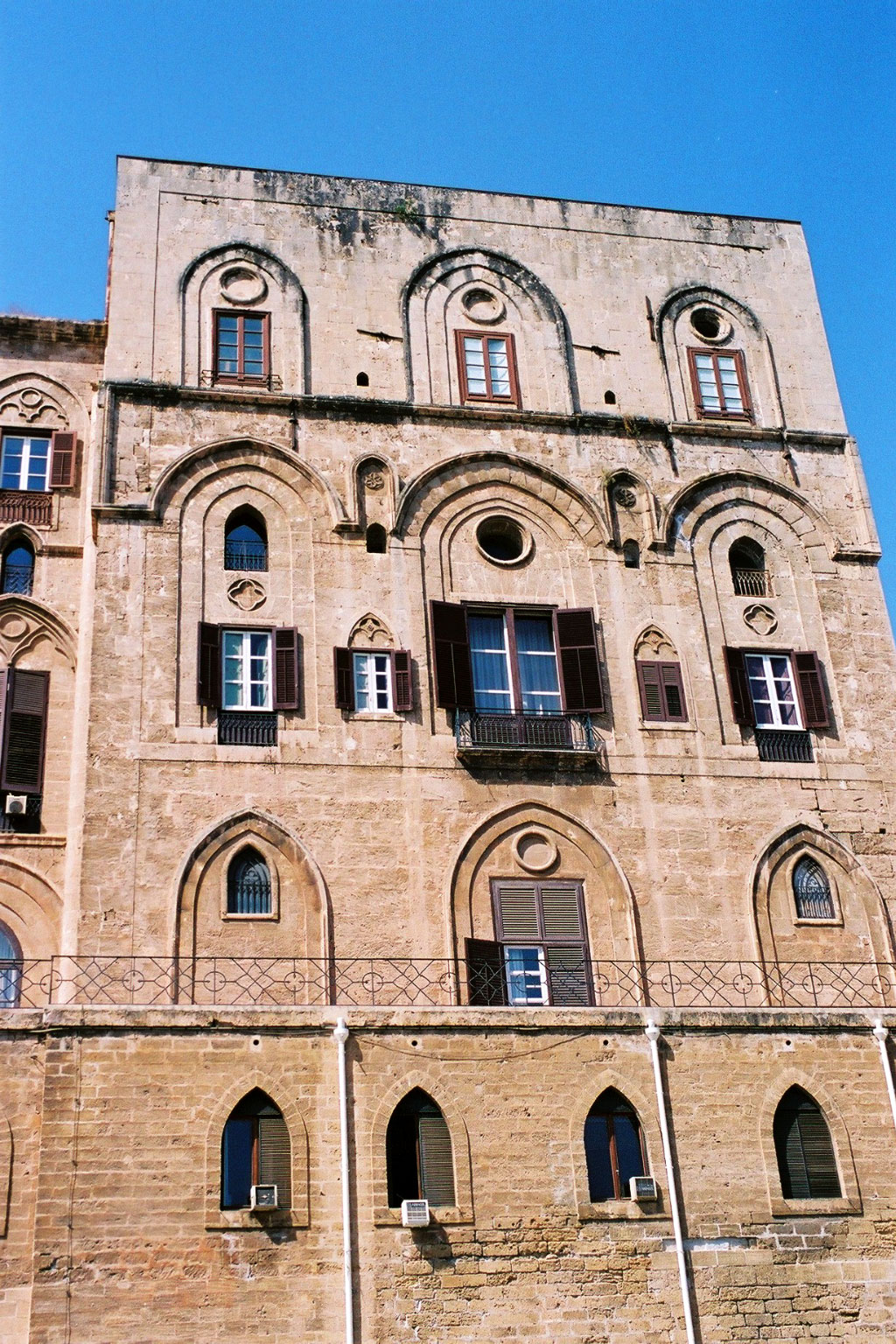
پره نورمن

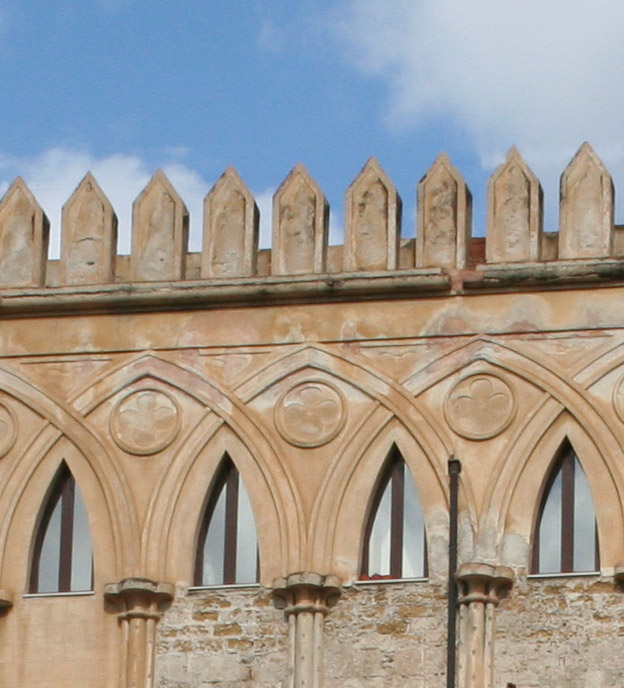
جزئیات

این کاخ در بالاترین نقطه مرکز باستانی شهر، درست بالای نخستن سکونتگاه‌های مردمان پونی قرار دارد که بقایای آن هنوز در زیرزمین یافت می‌شود.
باور بر این است که نخستین ساختمان، قصر در سده نهم توسط امیر پالرمو ساخته شده‌است. بخش‌هایی از این بنای اولیه همچنان در پایه‌ها و زیرزمین‌ها که طاق‌های معمولی عربی وجود دارد، قابل مشاهده است. پس از اینکه نورمن‌ها سیسیل را در سال ۱۰۷۲ فتح کردند (تنها ۶ سال پس از تسخیر انگلستان) و پالرمو را به عنوان پایتخت شهرستان جدید سیسیل بنیان‌گذاری کردند، این کاخ به عنوان اقامتگاه اصلی پادشاهان انتخاب شد. پادشاهان نورمن کاخ پیشین اعراب را به یک مجموعه چند منظوره با اهداف اداری و مسکونی تبدیل کردند. تمام ساختمان‌ها از طریق طاق‌ها به یکدیگر مرتبط بودند و توسط باغ‌هایی محصور شده بودند که توسط بهترین باغبانان خاورمیانه طراحی شده بودند. در سال ۱۱۳۲ راجر دوم، کلیسای پالاتینای شناخته‌شده را به مجموعه افزود.

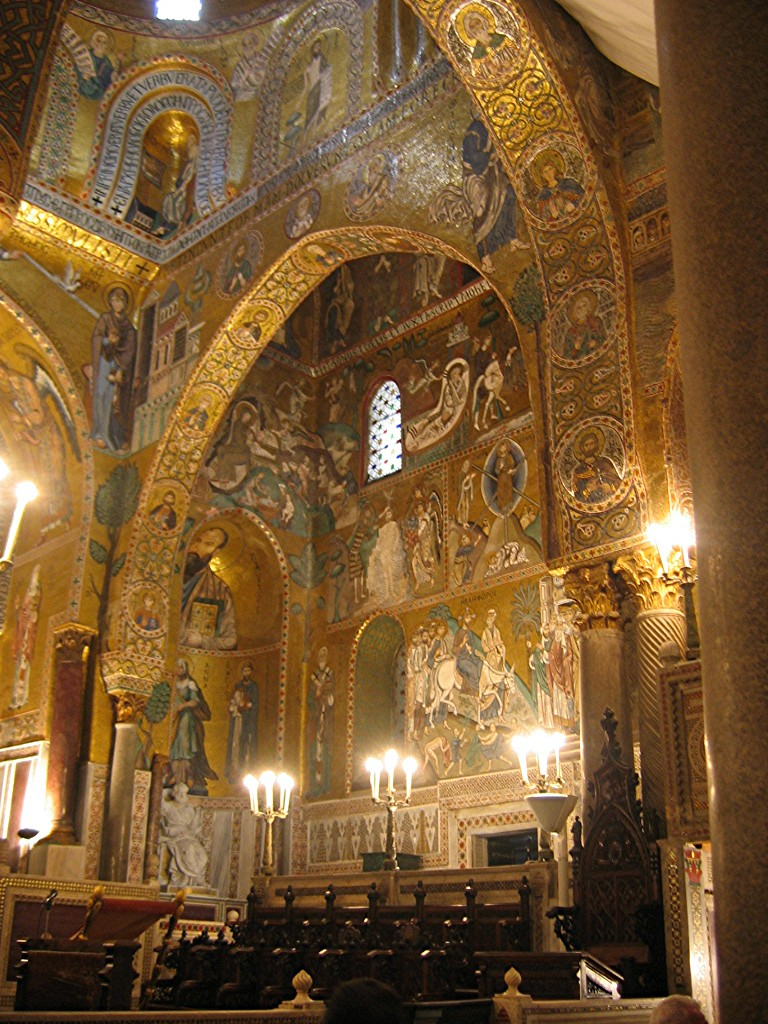
کلیسای پالاتینا